# Gennadio di Novgorod
Gennadio di Novgorod, o Gennadij Novgorodskij (in russo: Геннадий Новгородский; Mosca, 1410 – Mosca, 4 dicembre 1505), fu un religioso russo, arcivescovo di Novgorod la Grande e Pskov dal 1484 al 1504. Celebre per aver combattuto l'eresia dei giudaizzanti e per aver realizzato la prima traduzione completa della Bibbia in slavo ecclesiastico, la cosiddetta Bibbia di Gennadio del 1499. È venerato come santo dalla Chiesa ortodossa russa.

## Biografia
Gennadio proveniva dai Gonzov, un'importante famiglia di boiardi moscoviti. Prima del suo arcivescovado, ricoprì il ruolo di egumeno del monastero di Čudov, presso il Cremlino di Mosca. Il suo immediato predecessore a Novgorod fu richiamato dall'incarico dopo appena un anno dal proprio insediamento, probabilmente a causa di problemi mentali.
Gennadio divenne arcivescovo di Novgorod la Grande e Pskov il 12 dicembre 1484. Fu il primo prelato novgorodiano non estratto a sorte dal 1359. Giunse a Novgorod all'inizio del 1485 con il compito (in precedenza già affidato al predecessore) di allinearla maggiormente alle pratiche ecclesiastiche moscovite. La città, infatti, era passata sotto il controllo di Mosca solo nel 1478 e le differenze nella gestione degli affari religiosi erano numerose. Ben presto dovette fronteggiare una certa ostilità da parte del clero locale per la sua decisione di commemorare diversi santi moscoviti. Per risolvere questo problema, decise di fare lo stesso con vari santi novgorodiani.
La più grande sfida affrontata durante il suo mandato fu rappresentata dalla cosiddetta "eresia dei giudaizzanti", diffusasi a Novgorod e a Mosca. Al fine di sradicare il movimento, Gennadio avrebbe preso a prestito i metodi dell'inquisizione spagnola, godendo del sostegno del Gran Principe e del Metropolita di Mosca. Tuttavia, al sinodo del 1490 mentre inizialmente il clero si schierò a favore del rogo per tutti gli eretici, al termine prevalse una linea più morbida e solo in pochi tra i giudaizzanti furono puniti e semplicemente spretati.
La quarta cronaca di Novgorod annota che Gennadio pagò un terzo dei lavori per la restaurazione del Detinec tra il 1484 e il 1492. Sempre dallo stesso documento si apprende che nel 1492, egli riuscì a calcolare la data della Pasqua per i seguenti mille anni. Ciò fu importante non soltanto per lo svolgimento dei riti religiosi ma anche perché forniva un'indicazione utile agli agricoltori sul quando piantare e sul quando raccogliere i frutti del proprio lavoro.
Nel XV secolo i russi non avevano ancora una versione completa della Bibbia nella loro lingua. Deciso a risolvere questo problema, Gennadio si recò a Roma per ricevere il canone biblico accettato in Occidente. Inoltre, per vari testi del libro sacro si basò sulle traduzioni di Cirillo e Metodio e su quelle russe e bulgare a lui contemporanee. Per la prima volta diversi libri furono tradotti dal latino. Il risultato di questo sforzo fu la cosiddetta "Bibbia di Gennadio", considerata la prima completa Bibbia slava.
Nel 1503 Gennadio prese parte ad un importante Sobor che vedeva contrapporsi i seguaci di Giuseppe di Volokolamsk a quelli di Nilo di Sora sul tema della proprietà fondiaria ecclesiastica. L'anno seguente fu accusato di simonia e si dimise dalla carica di arcivescovo. Morì il 4 dicembre 1505 presso il monastero di Čudov. Fu sepolto a fianco del metropolita Alessio nella chiesa principale del monastero. La distruzione dell'edificio nel 1929 ha causato lo smarrimento delle sue spoglie.